# Adolf Nußbaumer
Adolf Nußbaumer (* 21. Februar 1931 in Wien oder Lassee, Niederösterreich; † 18. Oktober 1982 in Wien) war ein österreichischer Wirtschaftswissenschaftler und Politiker (parteilos). Von 1977 bis 1982 war er Staatssekretär im Bundeskanzleramt.

## Leben
Adolf Nußbaumer legte am Bundesgymnasium in Wien-Währing die Matura ab. Anschließend begann er ein Studium der Volkswirtschaft und der Rechtswissenschaften an der Universität Wien, wo er 1954 zum Dr. jur. und 1956 zum Dr. rer. pol. promovierte. Postgraduale Studien betrieb er am Berea College in den Vereinigten Staaten und am College of Europe in Brügge.
1959 wurde er Assistent für Wirtschaftswissenschaften an der Universität Wien, wo er sich 1961 für Volkswirtschaft habilitierte. 1963 wurde er als ordentlicher Professor und Vorstand des Instituts für Wirtschaftspolitik an die Universität Graz berufen. 1966 kehrte er an die Universität Wien als ordentlicher Professor für Volkswirtschaftslehre und Volkswirtschaftstheorie zurück. Im Studienjahr 1970/71 war er Dekan der Rechts- und Staatswissenschaftlichen Fakultät.
Von 1969 bis 1977 fungierte er als Präsident des Verwaltungsrats der Österreichischen Postsparkasse, 1977 wurde er zum Leiter der Abteilung für wirtschaftliche Koordination im Bundeskanzleramt bestellt. Ab dem 5. Oktober 1977 bis zu seinem Tod war er als Nachfolger von Ernst Eugen Veselsky unter Bundeskanzler Bruno Kreisky während den Bundesregierungen Kreisky III und IV Staatssekretär im Bundeskanzleramt. Er war Präsident der Österreichischen Gesellschaft für Landwirtschafts- und Forstpolitik, stellvertretender Vorsitzender der Nationalökonomischen Gesellschaft sowie ab 1972 stellvertretender Vorsitzender der Österreichischen Gesellschaft für Raumforschung und Raumplanung.

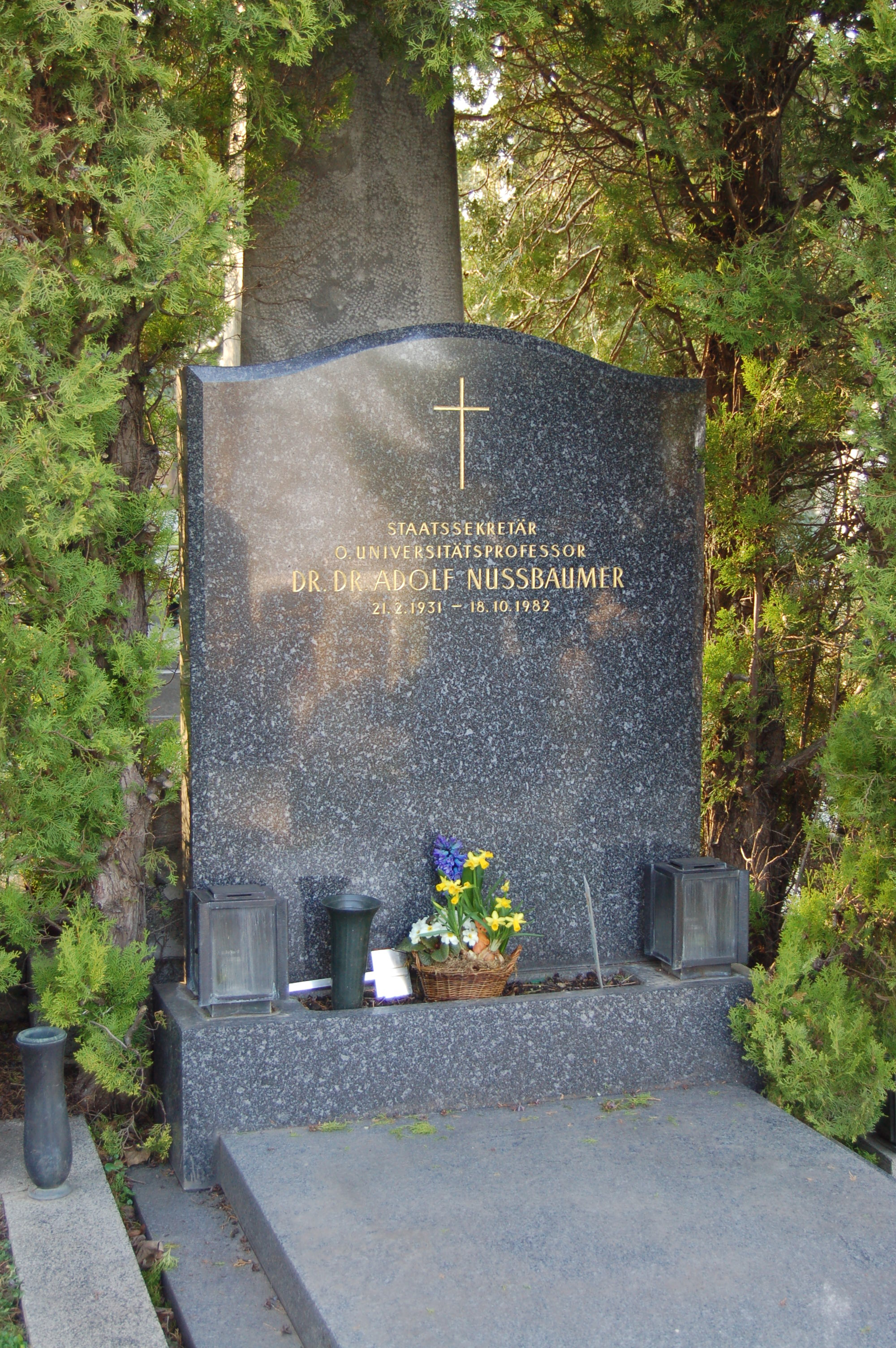
Ehrenhalber gewidmetes Grab am Neustifter Friedhof

Nußbaumer starb 1982 im Alter von 51 Jahren und wurde in einem Ehrenhalber gewidmeten Grab am Neustifter Friedhof bestattet.

## Auszeichnungen
- 1981: Großes Silbernes Ehrenzeichen am Bande für Verdienste um die Republik Österreich[8]

## Publikationen (Auswahl)
- 1962: Wirtschaftstheorie und Wirtschaftspraxis, Jupiter-Verlag, Wien 1962
- 1963: Wettbewerb und öffentliche Unternehmungen: Zur ordnungspolitischen Bedeutung öffentlicher Unternehmungen in der sozialen Marktwirtschaft, Herausgegeben vom Institut für Angewandte Sozial- und Wirtschaftsforschung, Jupiter-Verlag, Wien 1963
- 1973: Die Abfertigungsrücklage als Instrument der Stabilitäts-, Vermögensbildungs- und Wachstumspolitik, Wiedergabe eines am 14. Juni 1973 im Institut für Finanzwissenschaft und Steuerrecht gehaltenen Vortrages, Wien 1973
- 1974: Die gewerbliche Wirtschaft an den Grenzen des Wachstums? Vortrag des Professors an der Rechts- und Staatswissenschaftlichen Fakultät der Universität Wien DDr. Adolf Nussbaumer vor der Vollversammlung der Handelskammer Niederösterreich am 13. Dezember 1973, Handelskammer Niederösterreich, Wien 1974